# 卡拉布里亚区切尔基亚拉
卡拉布里亚区切尔基亚拉（義大利語：Cerchiara di Calabria），是意大利科森扎省的一个市镇。总面积81平方公里，人口2532人，人口密度31.3人/平方公里（2009年）。ISTAT代码为078036。